# Mullbärsväxter
Mullbärsväxter (Moraceae) är en växtfamilj med cirka 3 000 arter som huvudsakligen är träd och buskar. De är hemmahörande främst i tropiska och subtropiska områden. Frukterna är ofta köttiga och ätliga och mjölksaften är riklig. Många arter är ekonomiskt viktiga, bland annat brödfruktträd, fikon och mullbär.